# All Hail the Queen
All Hail the Queen è l'album di debutto della cantante hip hop statunitense Queen Latifah, pubblicato dall'etichetta discografica Tommy Boy Records il 1º novembre 1989. Universalmente acclamato dalla critica, nel 1998, la rivista specializzata The Source inserisce l'album nella sua lista dei migliori cento hip hop di sempre.

## Distribuzione
L'album è distribuito dalla Tommy Boy per i mercati di Stati Uniti, Regno Unito, Giappone, Canada ed Europa. In Canada la commercializzazione è condivisa anche a FFRR, mentre in Europa è affidata a etichette locali: in Scandinavia da Mega Records, in Germania, Austria e Svizzera da BCM, per il Benelux distribuisce Indisc. In Francia e Spagna il disco arriva nel 1990, venduto rispettivamente dalla filiale francese della Virgin Records e da una sotto etichetta spagnola legata alla Warner. Nel 2003 la stessa Warner lo ripubblica in Europa.
| Recensione                    | Giudizio |
| ----------------------------- | -------- |
| AllMusic                      | [ 1 ]    |
| Chicago Tribune               | [ 3 ]    |
| Encyclopedia of Popular Music | [ 4 ]    |
| Los Angeles Times             | [ 5 ]    |
| The Rolling Stone Album Guide | [ 6 ]    |
| Spin Alternative Record Guide | [ 7 ]    |
| The Village Voice             | A−       |

## Tracce
1. Dance for Me (James/Owens/Stewart) 3:41
2. Mama Gave Birth to the Soul Children (con De La Soul) (Owens) 4:25
3. Come into My House (con Quasar) (Owens) 4:14
4. Latifah's Law (Owens/Vega) 3:51
5. Wrath of My Madness (James/Owens) 4:12
6. The Pros (con Daddy-O) (Owens) 5:43
7. Ladies First (con Monie Love) (Owens) 3:45
8. A King and Queen Creation (con 45 King) (Owens) 3:34
9. Queen of Royal Badness (James/Welch) 3:24
10. Evil That Men Do (con KRS-One) (Owens/Parker) 4:03
11. Princess of the Posse (James/Owens) 3:51
12. Inside Out (James/Owens) 4:11
13. Dance for Me (Ultimatum Remix) (James/Owens) 5:04
14. Wrath of My Madness (Soulshock Remix) (James/Owens) 5:30
15. Princess of the Posse (45 King Remix) (James/Owens) 4:07

## Classifiche

### Classifiche settimanali
| Classifica (1989)         | Posizione massima |
| ------------------------- | ----------------- |
| Stati Uniti               | 124               |
| US Top R&B/Hip-Hop Albums | 6                 |

### Classifiche di fine anno
| Classifica (1990)         | Posizione massima |
| ------------------------- | ----------------- |
| US Top R&B/Hip-Hop Albums | 25                |